# Sea World

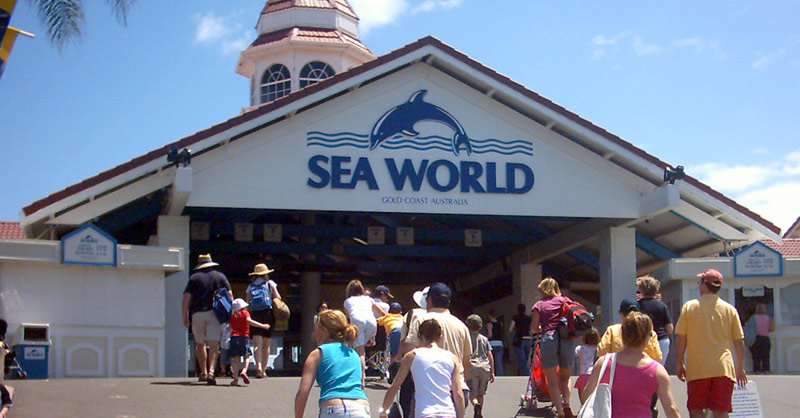
Intrarea spre Sea World

Sea World este un parc acvatic din Gold Coast, Queensland.

## Legături externe
- CommonsWikimedia Commons conține materiale multimedia legate de Sea World
- Site web oficial